# Nébuleuse bipolaire
Pour les articles homonymes, voir Nébuleuse et Bipolaire.

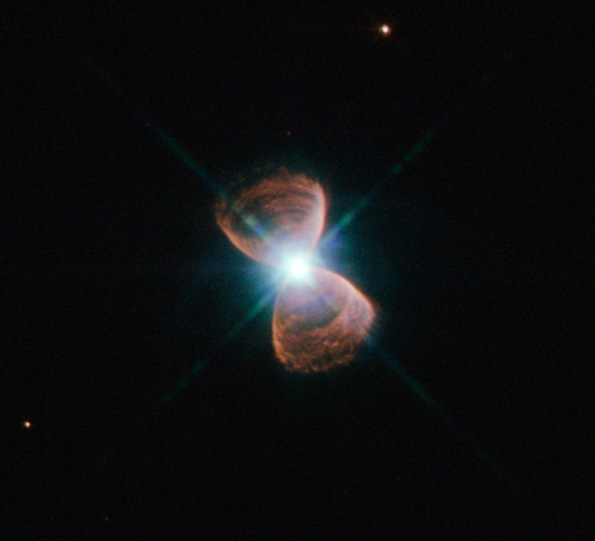
La nébuleuse planétaire PN Hb 12.

Une nébuleuse bipolaire est une nébuleuse de symétrie axiale et principalement constituée de deux lobes symétriques par rapport à un point de l'axe.
La nébuleuse du Carré rouge, une nébuleuse planétaire, en est un bon exemple.

La nébuleuse de l'Homoncule, dans la nébuleuse de la carène.

## Formation

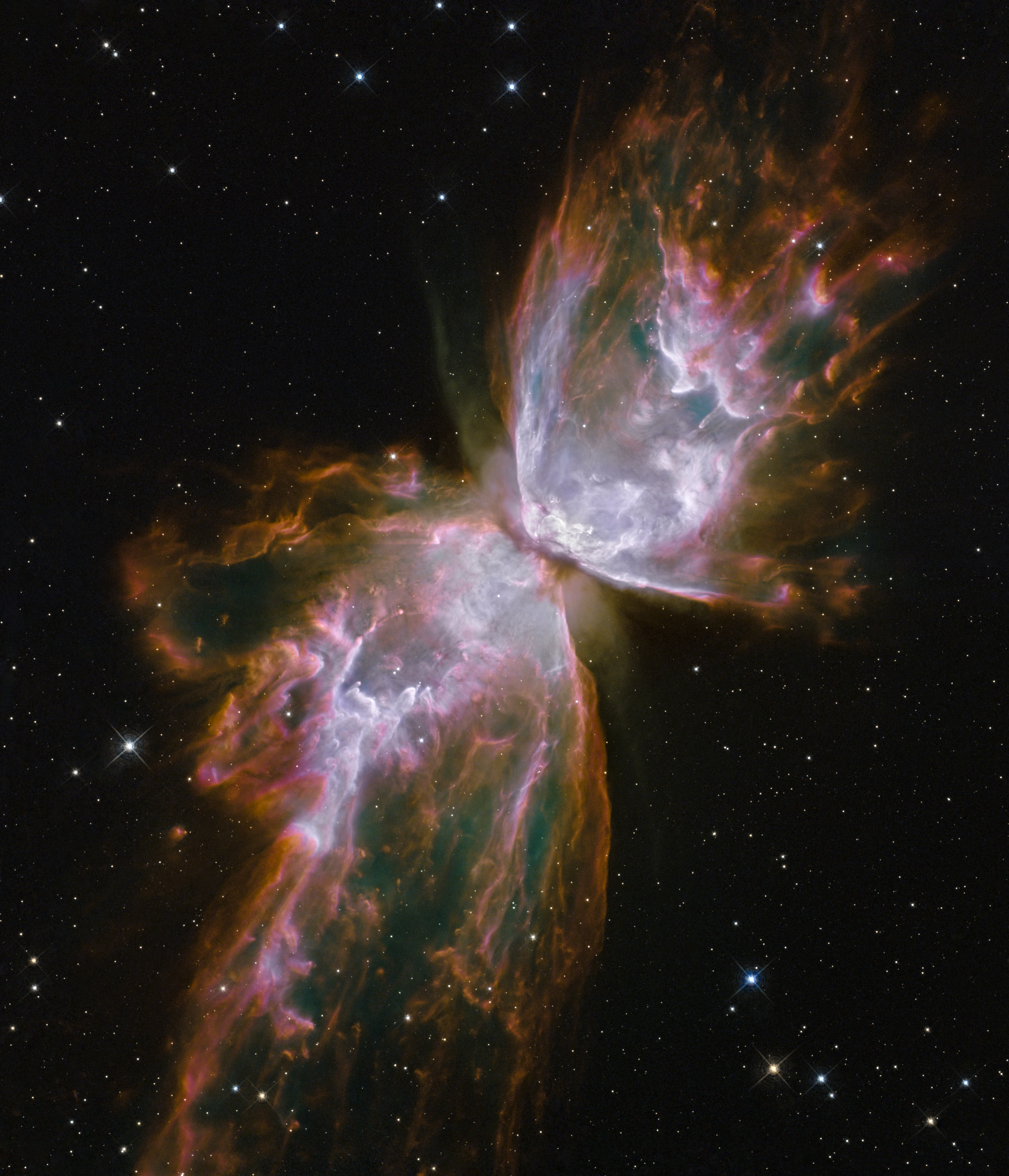
La nébuleuse planétaire bipolaire NGC 6302.

Bien que les causes exactes de cette structure nébulaire ne soient pas connues, on pense souvent à impliquer la présence d'une étoile centrale binaire avec une période de quelques jours à quelques années. Lorsque l'une des deux étoiles a expulsé ses couches externes, l'autre a perturbé l'écoulement du matériau pour former la forme bipolaire.

## Exemple
1 - Nébuleuse du Papillon ou Minkowski 2-9 (constellation du Serpentaire.)
2 - Nébuleuse de la Fourmi ou Mz 3 (constellation australe de la Règle.)
3 - Eta Carinae ou η Car (constellation de la Carène.)
4 - NGC 2346 (constellation de la Licorne.)
5 - Nébuleuse de l'Araignée rouge ou NGC 6537 (constellation du Sagittaire.)

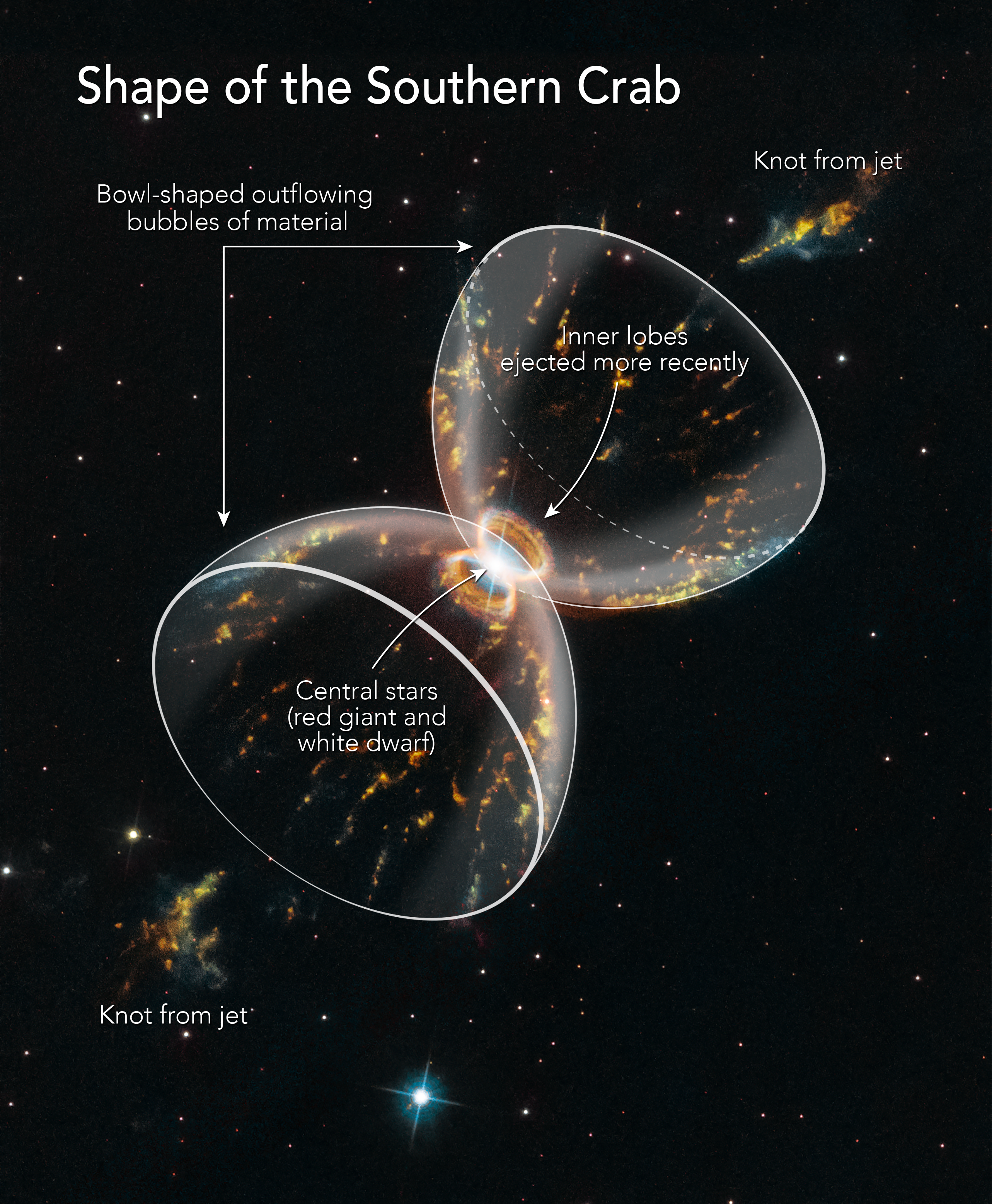
La nébuleuse du crabe Austral, Henize 2-104

6 - NGC 6881 (constellation du Cygne.)
7 - Nébuleuse australe du Crabe ou Henize 2-104 (constellation du Centaure)
8 - Nébuleuse de l'Œuf pourri ou Calebasse (constellation du Poupe.)

## Source/référence
1. ↑  (en) « Dying Star Sculpts Rungs of Gas and Dust », HubbleSite, 11 mai 2004 (consulté le 16 mars 2013).